# 제이 노스
제이 노스(Jay North, 1951년 8월 3일 ~ 2025년 4월 6일)는 미국의 배우, 영화배우, 텔레비전 배우, 모델, 성우이다.

## 방송
- 나의 세 아들

## 영화
- 딕키 로버츠 - 왕년의 아역 스타 (2003년)
- 마야 (1966년)
- 나의 세 아들 (1960년)
- 페페 (1960년)
- 개구쟁이 데니스 (1959년)